# Traudl Treichl
Traudl Treichl (* 12. März 1950 in Lenggries) ist eine ehemalige deutsche Skirennläuferin.
Von 1968 bis 1975 nahm sie am Skiweltcup teil und erreichte dreimal einen Podestplatz und konnte in allen Disziplinen Weltcuppunkte erringen. Bei den Skiweltmeisterschaften 1974 in St. Moritz gewann sie hinter Fabienne Serrat die Silbermedaille im Riesenslalom. Im gleichen Jahr wurde sie Deutsche Riesenslalommeisterin. - Nachdem sie vom DSV nicht für die Olympischen Winterspiele 1976 in Innsbruck nominiert worden war, erklärte sie am 26. Januar 1976 ihren Rücktritt.
Für ihre sportlichen Leistungen wurde sie von Bundespräsident Walter Scheel mit dem Silbernen Lorbeerblatt ausgezeichnet.